# Луврье, Шарль де
Шарль де Луврье (фр. Charles de Louvrié; 3 июля 1821 года — 12 марта 1894 года) – французский изобретатель, пионер авиации, автор первого запатентованного и опубликованного проекта самолёта с воздушно-реактивным двигателем.

## Биография

### Детство и юность
Шарль де Луврье родился в деревушке Комбизу (Combebisou), расположенной в кантоне Сен-Аман-де-Кот, департамент Аверон. Родителями Шарля были фермер Жан Антуан Делуврье (Delouvrier) и его жена Мари Марк (Marc). При крещении ребёнка назвали Жаном Делуврье (Jean Delouvrier), но так как у его старшего брата также было имя Жан, в семье его называли Шарлем. Это имя впоследствии и закрепилось за ним.  Местный священник, заметив способности мальчика, устроил его в малую семинарию (среднее учебное заведение под патронатом Католической Церкви, готовящее кандидатов для поступления в духовную семинарию, а также в светские высшие учебные заведения). 

### Начало карьеры
После смерти родителей Шарль Делуврье оставил семинарию и через некоторое время, разделил с братом полученное наследство, продал свою долю и уехал в Париж. Вскоре средства закончились, и Делуврье был вынужден устроиться на работу на железной дороге.

### Брак с баронессой д’Орсе
Делуврье удалось значительно улучшить своё материальное и социальное положение благодаря браку со вдовствующей баронессой д’Орсе (d’Orcet), с которой он познакомился во время работы на железной дороге, помогая ей разыскать утерявшийся багаж. По настоянию супруги Делуврье приобрёл дворянский титул, изменив при этом фамилию с Делуврье (Delouvrier) на де Луврье (de Louvrié), что впоследствии оказалось полезным при поиске инвесторов для его коммерческих проектов. В 1860-м году жена Шарля де Луврье умерла.. 

### Инженерная и предпринимательская деятельность
Шарль де Луврье развернул предпринимательскую деятельность, основав недалеко от городка Клермон-Ферран два небольших предприятия: по производству скобяных изделий и мукомольное. Он также активно занимался инженерной деятельностью, которая была направлена главным образом на усовершенствование различных транспортных средств, в частности, велосипедов. В начале 1860-х годов его привлекла проблема создания летательного аппарата тяжелее воздуха. Занявшись решением этой задачи, де Луврье в 1863 году запатентовал проект самолёта «Аэронав» (Aeronave) с винтомоторной силовой установкой, работающей на сжатом воздухе. В 1865 году он несколько переработал проект, заменив винтомоторную силовую установку реактивной. 
В 1878 году Шарль де Луврье вернулся в Комбизу и основал неподалёку небольшое предприятие по производству деревянных бочек для консервирования оливок, приспособив в качестве привода для циркулярных пил существовавшую там водяную мельницу.

### Политическая карьера
С 1884 по 1888 год Шарль де Луврье был мэром коммуны Кампурьез.

## Проект самолёта «Аэронав»

### Силовая установка
В качестве двигателя теперь предполагалось использовать запатентованный де Луврье клапанный пульсирующий воздушно-реактивный двигатель (ПуВРД), работающий на жидком углеводородном топливе. По расчёту автора проекта, частота импульсов должна была составлять 30-40 раз в минуту. Для воспламенения топливо-воздушной смеси предусматривалось электроискровое устройство. Корпус двигателя длиной 3400 мм и диаметром 280 мм имел цилиндро-коническую форму и должен был быть выполнен из листовой стали толщиной 2 мм. 
Проект де Луврье – первый известный проект самолёта с ПуВРД и один из первых проектов самолёта с воздушно-реактивным двигателем. Одновременно с де Луврье над проектом самолёта с воздушно-реактивным двигателем (прямоточным, с внешним сгоранием) работал испанский изобретатель П. Маффиотти, однако его проект так остался незавершённым. Двумя годами позже проект самолёта с ПуВРД запатентовал российский изобретатель Н. А. Телешов .

### Конструкция и компоновка

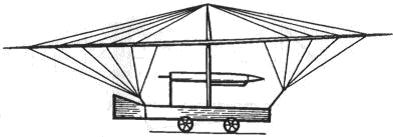
Проект самолёта «Аэронав», рисунок из патента

Напоминающая воздушного змея квадратная несущая поверхность стороной 10 м укреплялась (см. рисунок) над фюзеляжем («гондолой») на мачте и расчаливалась сверху к мачте, а снизу – к фюзеляжу. По мнению российского историка авиации Д. А. Соболева, такая конструкция не могла обеспечить аппарату жёсткости, достаточной для того, чтобы без разрушения выдержать вибрации, вызываемые работой ПуВРД. Кроме того, малое удлинение крыла увеличивало аэродинамическое сопротивление. Каркас несущей поверхности предполагалось выполнить из бамбуковых стержней или тонкостенных металлических труб, к которым должна была крепиться металлическая обшивка. Фюзеляж в форме лодки (по словам автора – «ялика») должен был иметь тонкостенную металлическую (медную) обшивку. Длина фюзеляжа – 7000 мм, площадь миделева сечения – 0,25 кв. м. В носовой и хвостовой частях фюзеляжа по проекту располагались топливные баки, в центре – лётчик в лежачем положении. Управление самолётом предполагалось осуществлять изменением наклона несущей поверхности относительно фюзеляжа, а также с помощью прикреплённого к хвостовой части фюзеляжа руля направления .
По расчётам автора, взлётная масса самолёта составила бы 600 кг, а максимальная скорость – 220 км/ч .